# 32. gyalogezred

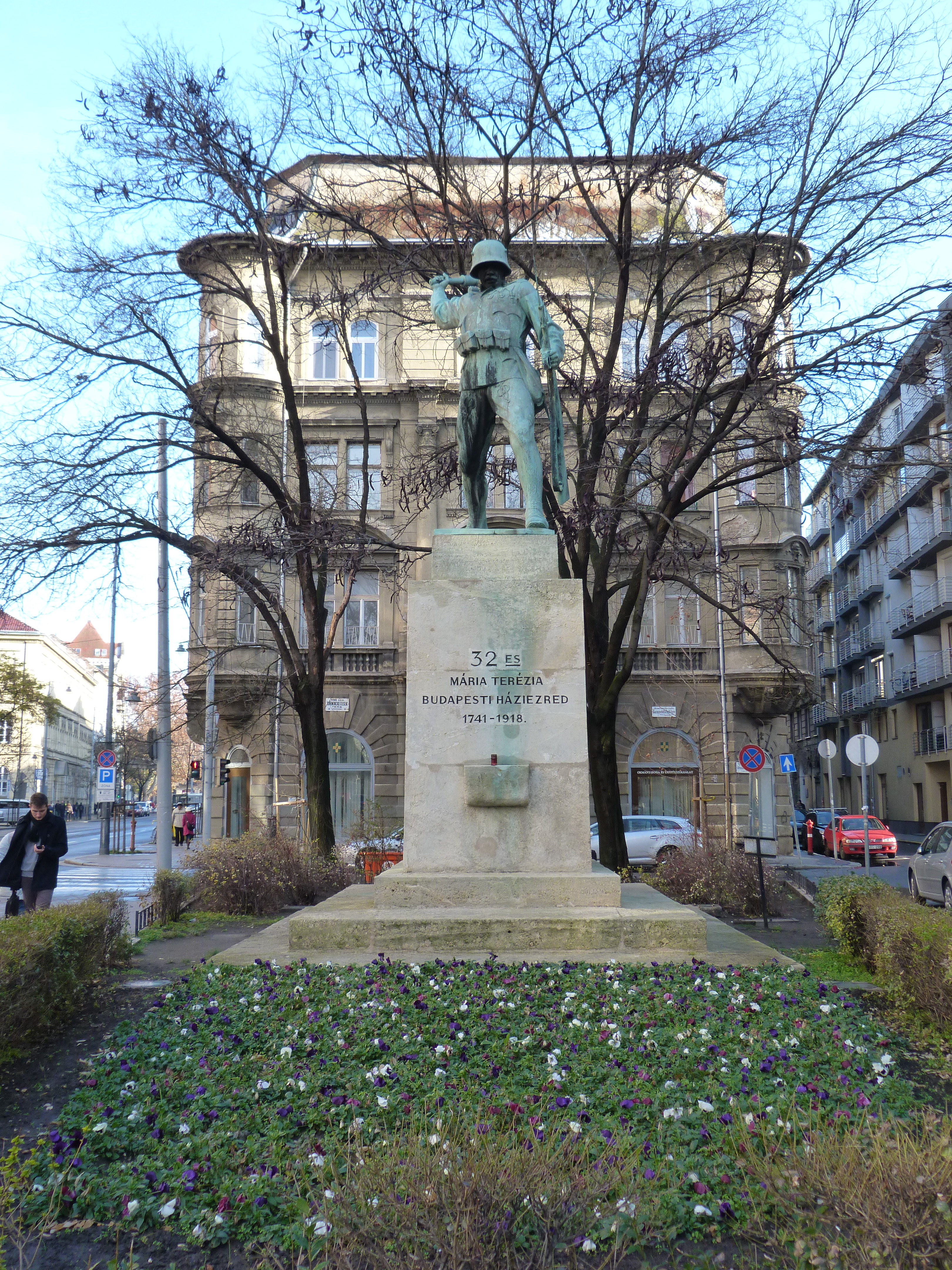
A 32. gyalogezred emlékműve a budapesti Harminckettesek terén

A harminckettesek a Mária Terézia királynő által 1741-ben alapított 32. gyalogezred, amely az első világháború végéig Budapest háziezrede volt.

## Eredete

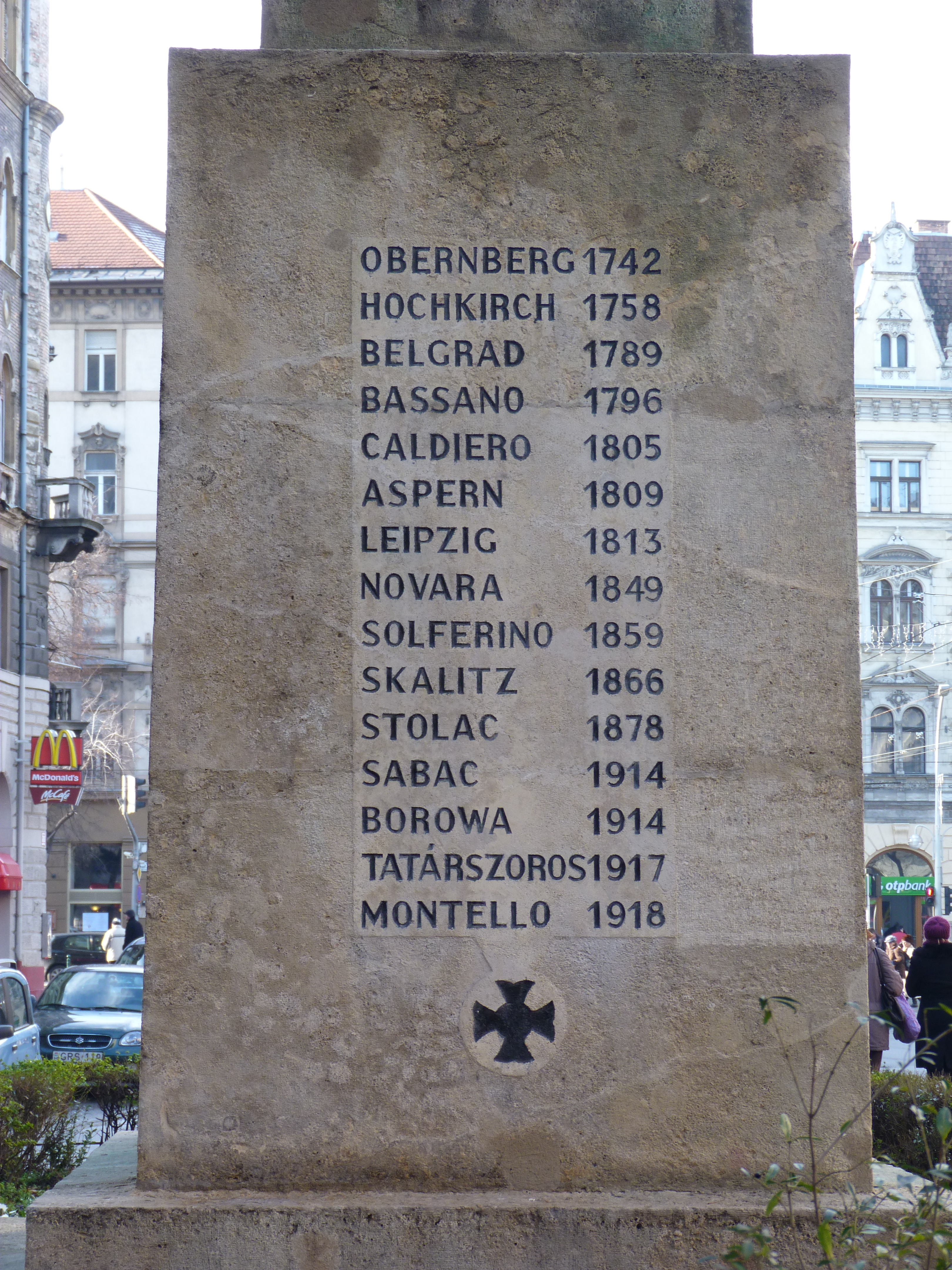
Az ezred nagyobb ütközeteinek listája az emlékművön

Felállítása az 1740-ben kitört osztrák örökösödési háborúhoz (1740–1748) köthető; ekkor a Bécs és Prága felé nyomuló porosz erők megfékezésére Mária Terézia 1741-ben, Pozsonyban összehívta a diétát. E híres országgyűlésen hangzott el a magyar rendek közismert latin nyelvű felkiáltása, a „Vitam et sangvinem!” (életünket és vérünket!)  – ám többféle megjegyzés is elhangzott ekkor, a két legismertebb a „pro rege nostro” (a királynőért) és a „sed avenam, non” (de zabot nem) kiegészítés volt.
Az újoncmegajánlás eredményeként tizenegy új huszár-  és hat új magyar gyalogezredet szerveztek meg, 21 622 új katonából.  E gyalogezredek egyike volt a Pozsonyban megalakított Forgách gyalogezred, mely ezred ruházata magyaros volt, mivel állománya Felvidéken toborzott magyar ifjakból tevődött össze. Felállítására gróf Ghymesi Forgách Ignác alezredes 1741. október 30-án kapott parancsot, s mint a korban szokás az ezredet a parancsnokáról nevezték el, ez a helyzet 1769-ben változott meg, ekkor kapta a 32-es hadrendi számot.
gróf Ghymesi Forgách Ignác után az ezred parancsok
- 1773-tól gróf Gyulay Sámuel
- 1802-től galánthai Esterházy Miklós herceg, tábornok
- 1834-től estei Ferenc Ferdinánd főherceg[5]

## További története
Mária Terézia halálát (1780. november 29.) követően az ezred mozgósítására nem került sor, 1781-től a toborzási és kiegészítő helyét Pestre, illetve a szomszédos vármegyékbe helyezték át, ekkortól vált az ezred Pest, 1873-tól pedig Budapest „házi ezredévé”. Az 1848–49-es szabadságharc alatt fióktoborzó kerülete volt Eger, Balassagyarmat és Jászberény is.
1883-ban megkapta „Mária Terézia császár és királynő nevét viselő jelzőt”, 1890-ben pedig Ferenc József elrendelte, hogy a 32. gyalogezred véglegesen a Mária Terézia nevét viselje. 1891-ben a főváros az alakulat 150 éves fennállásnak tiszteletére jubileumi szalagot adományozott.

## További parancsnokai
Az ezred igen súlyos veszteségeket szenvedett az első világháborúban. Maradéka 1918. november 18-án érkezett haza a ferencvárosi pályaudvarra. Az őszirózsás forradalom kormánya megszüntette az alakulatot mint „császári és királyi” ezredet, de a 32-es hadrendi számát meghagyva karhatalmi feladatokkal bízta meg.
A trianoni békeszerződés után a monarchia közös alakulatai megszűntek, így a 32-es gyalogsági ezred is. A Tanácsköztársaság bukását követően a harminckettesekből és más ezredek csapattesteiből összeverbuválták a Magyar Királyi 1. Gyalogezredet. A volt 32-es tisztek megalakították a 32-esek asztaltársaságát, amely 1929-ben emléktáblát avatott a Mária Terézia laktanya falán és könyvet adott ki az ezred történetéről.  1933. május 14-én civil összefogással felavatták a 32-es emlékművet Józsefvárosban.
A gyalogezred részt vett a második világháborúban, a harcokat Székesfehérvár környékén fejezte be, ezt követően feloszlatták.

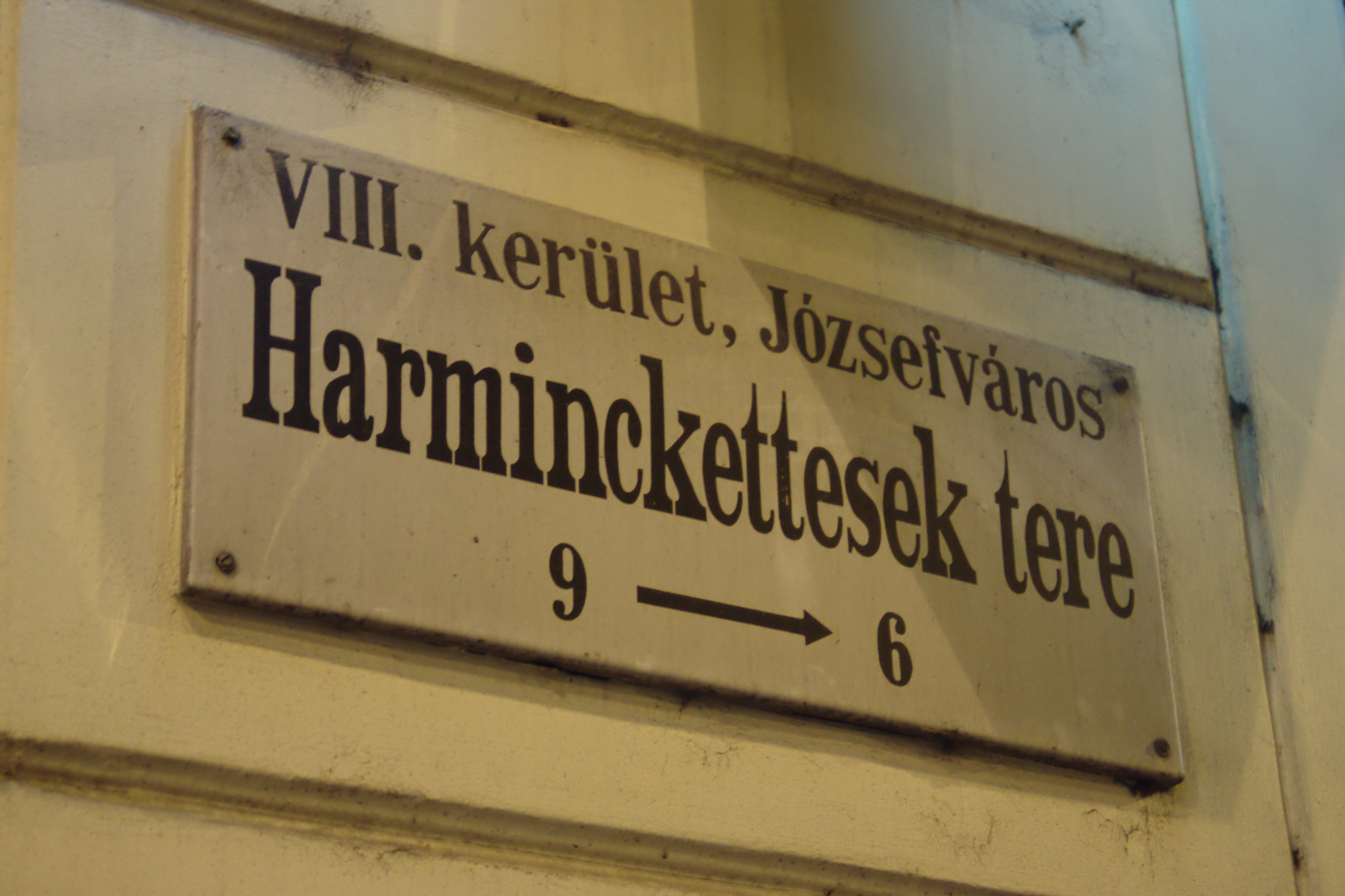
Egy utcanévtábla a térről

A Debrecenben megalakult Ideiglenes Nemzeti Kormány honvédelmi minisztere a kormány védelmére 1945. február 15-én megalakította a négy századból álló, mintegy 250 fős őrzászlóaljat. Később a zászlóalj a kormánnyal együtt Budapestre került, parancsnoka Maléter Pál főhadnagy lett. A zászlóalj állományából 1946 októberében létrehozták a Budapesti Honvéd Őrzászlóaljat, majd 1948-ban újjászervezték az alakulatot és a HM objektumok, a Katonai Büntetés-végrehajtási Intézet őrzését bízták rá, de díszelgési feladatokat is kapott. Az 1956-os forradalomban a Magyar Rádiót őrizte.

## Emlékezete
A 32-es gyalogezred első világháborús hősi halottainak emlékműve Budapest VIII. kerületében található. A szobor közadakozásból született, Szentgyörgyi István alkotása, 1933-ban állították fel a József körút és a Baross utca sarkán. Egy rohamsisakos katonát ábrázol, aki egy nyeles gránátot dob jobb kezével, a balban pedig egy szuronyos puskát tart. A Baross utca kiszélesedésénél fekvő tér ugyanekkor a Harminckettesek tere nevet kapta, az ezred hagyományőrző egyesületének kérelmére.
A rendszerváltást követően az ezred nevében újra visszakapta a 32-es számot, és hadrendi megnevezése MH 32. Budapest Őr-, és Díszezredre változott, hivatalos karjelzésében pedig a Budapest főváros címerét tartó arany oroszlán és griffmadár is megjelent, melyek együttesen jelképezik az alakulat jogelődjét, a 32. Gyalogezredet, valamint a Budapesthez kötődő „házi ezred” jelleget. A haderőreform következményeként 2007. január elsejétől az ezred megszűnt, de az MH Támogató Dandár kötelékében, szinte változatlan feladatkörrel két megmaradt zászlóalja, a dísz- és a rendész-zászlóalj továbbra is működik. Bekapcsolódott a Magyar Honvédség kül-, illetve belföldi kiképzési tanfolyamainak rendszerébe, részt vesz az országhatáron túli feladatok ellátásában, valamint különböző nemzetközi katonai missziókban.
Az MH Támogató Dandár 32. Budapest Díszzászlóalj személyi állománya, a 2007-es átalakításokat követően – elöljárói támogatásával – felvállalta, hogy továbbviszi a 32. Gyalogezred emlékét nevében és hagyományaiban egyaránt, együttműködve a Maléter Pál Rendész-zászlóaljjal és a 32-esek baráti körével.
2011. január 1-jétől a dandár megkezdte a Nemzeti Honvéd Díszegység, Honvéd Koronaőrség, majd 2012 év elejétől a Honvéd Palotaőrség felállítását, 2013-ban pedig a HM Protokoll Rekreációs és Kulturális Igazgatóság integrálását. Az alakulat 2012. május 20-i hatállyal vette fel a Magyar Honvédség vitéz Szurmay Sándor Budapest Helyőrség Dandár nevet. 